# 萧颖达
蕭穎達（477年—510年），南蘭陵郡蘭陵县（今江苏省常州市武进区）人，南齐、南梁官员，南齐光禄大夫蕭赤斧第五子。

## 生平
南齐建武末年兄长蕭穎胄行荊州事，萧颖达为西中郎外兵参軍，屯駐江陵。500年（永元二年）十月，萧宝卷派遣劉山陽为巴西郡太守，送密敕命萧颖胄討伐雍州刺史蕭衍。蕭衍在襄陽準備起兵，派遣手下也是萧颖胄的心腹王天虎劝説包括萧颖胄在内的周边地方长官，但给萧颖胄、萧颖达的信只写了“天虎口具”，即由王天虎口述，而王天虎因未得到蕭衍的事先交代，无话可说。这样萧颖胄就无法通过上交信件取信于劉山陽，劉山陽也就不敢在荊州入城。萧颖胄夜间召部下席闡文、柳忱商議。席闡文建议斬劉山陽，跟随蕭衍一起起兵，擁立荊州刺史南康王蕭宝融为帝。柳忱同样劝说，萧颖达也赞同，萧颖胄同意。萧颖胄斬王天虎首级以示劉山陽，劉山陽认得王天虎，大喜，率数百人进入江陵。席闡文在門上伏兵，在劉山陽跨門槛时将他擒杀，首級送给蕭衍。把擁立南康王之議告知，蕭衍同意。
501年（中興元年）三月，蕭宝融即位为齐和帝，萧颖达为冠軍將軍。楊公則率軍从蕭衍東征。蕭衍包围郢城，萧颖达在漢口与蕭衍合軍，与王茂、曹景宗攻陷郢城。蕭衍進軍江州，萧颖达、曹景宗为先鋒进攻江寧，击破萧宝卷麾下將軍李居士，攻下東城。蕭衍平定建康城，萧颖达担任前將軍、丹陽尹。
502年（天監元年），南梁建立，蕭衍即位为梁武帝，萧颖达加散騎常侍。因公事件免官，論功行賞，封吴昌县侯。转任侍中，改封作唐县侯。後转任征虜將軍、太子左衛率。再任衛尉卿，出任信威將軍、豫章郡内史，深表不满。参加華林宴，沈約劝酒时，他大罵沈約为「老鼠」，満座驚愕。武帝说「汝是我家阿五」，萧颖达哭泣。转任使持節、都督江州諸軍事、江州刺史，赴任后饮酒不问州事。召還受位通直散騎常侍、右驍騎將軍。御史中丞任昉弹劾萧颖达贪污受贿，武帝对萧颖达进行宽容。
510年（天監九年），萧颖达转任信威將軍、右衛將軍。性嗜酒色，饮酒过度，以此伤生。同年去世。享年三十四岁。追贈侍中、中衛將軍。谥号康侯。

## 子
- 蕭敏（嗣爵，官至新安太守、好射雉，後張弓傷腰而死）
- 蕭斅（第七子，官至魏興太守、蕭循信武府[1]長史）

## 延伸阅读
[在维基数据编辑]
 《梁書/卷10》，出自姚思廉《梁書》